# Kolarstwo na Letnich Igrzyskach Olimpijskich 1932 – sprint mężczyzn
Sprint mężczyzn podczas Letnich Igrzysk Olimpijskich 1932 rozegrany został 1–3 sierpnia na drewnianym torze zbudowanym na stadionie Rose Bowl w Pasadenie. Wystartowało 9 zawodników z 9 krajów.

## Wyniki

### Pierwsza runda
Do ćwierćfinału awansowało dwóch pierwszych zawodników z każdego wyścigu. Zawodnicy z trzecich miejsc awansowali do repasaży.
Wyścig 1
| Pozycja | Zawodnik        | Reprezentacja | Czas | Uwagi |
| ------- | --------------- | ------------- | ---- | ----- |
| 1.      | Louis Chaillot  | Francja       | 13,0 | Q     |
| 2.      | Willy Gervin    | Dania         |      | Q     |
| 3.      | Enrique Heredia | Meksyk        |      |       |

Wyścig 2
| Pozycja | Zawodnik           | Reprezentacja   | Czas | Uwagi |
| ------- | ------------------ | --------------- | ---- | ----- |
| 1.      | Jacobus van Egmond | Holandia        | 13,0 | Q     |
| 2.      | Ernest Chambers    | Wielka Brytania |      | Q     |
| 3.      | Leo Marchiori      | Kanada          |      |       |

Wyścig 3
| Pozycja | Zawodnik         | Reprezentacja     | Czas | Uwagi |
| ------- | ---------------- | ----------------- | ---- | ----- |
| 1.      | Dunc Gray        | Australia         | 13,2 | Q     |
| 2.      | Bruno Pellizzari | Włochy            |      | Q     |
| 3.      | Bobby Thomas     | Stany Zjednoczone |      |       |

#### Repasaże
Dwóch pierwszych zawodników awansowało do ćwierćfinału.
| Pozycja | Zawodnik        | Reprezentacja     | Czas | Uwagi |
| ------- | --------------- | ----------------- | ---- | ----- |
| 1.      | Bobby Thomas    | Stany Zjednoczone | 13,1 | Q     |
| 2.      | Leo Marchiori   | Kanada            |      | Q     |
| 3.      | Enrique Heredia | Meksyk            |      |       |

### Ćwierćfinał
Zwycięzca awansował do półfinału.
| Pozycja | Zawodnik       | Reprezentacja | Czas | Uwagi |
| ------- | -------------- | ------------- | ---- | ----- |
| 1.      | Louis Chaillot | Francja       | 12,9 | Q     |
| 2.      | Leo Marchiori  | Kanada        |      |       |

| Pozycja | Zawodnik     | Reprezentacja | Czas | Uwagi |
| ------- | ------------ | ------------- | ---- | ----- |
| 1.      | Dunc Gray    | Australia     | 12,9 | Q     |
| 2.      | Willy Gervin | Dania         |      |       |

| Pozycja | Zawodnik           | Reprezentacja     | Czas | Uwagi |
| ------- | ------------------ | ----------------- | ---- | ----- |
| 1.      | Jacobus van Egmond | Holandia          | 12,2 | Q     |
| 2.      | Bobby Thomas       | Stany Zjednoczone |      |       |

| Pozycja | Zawodnik         | Reprezentacja   | Czas | Uwagi |
| ------- | ---------------- | --------------- | ---- | ----- |
| 1.      | Bruno Pellizzari | Włochy          | 12,5 | Q     |
| 2.      | Ernest Chambers  | Wielka Brytania |      |       |

### Półfinały
| Pozycja | Zawodnik       | Reprezentacja | Czas | Uwagi |
| ------- | -------------- | ------------- | ---- | ----- |
| 1.      | Louis Chaillot | Francja       | 12,8 | Q     |
| 2.      | Dunc Gray      | Australia     |      |       |

| Pozycja | Zawodnik           | Reprezentacja | Czas | Uwagi |
| ------- | ------------------ | ------------- | ---- | ----- |
| 1.      | Jacobus van Egmond | Holandia      | 12,5 | Q     |
| 2.      | Bruno Pellizzari   | Włochy        |      |       |

### Finały
Rywalizowano do dwóch wygranych wyścigów.

### Pojedynek o brązowy medal
| Zawodnik         | Reprezentacja | Czas (wyścig 1) | Czas (wyścig 2) | Czas (wyścig 3) | Pozycja |
| ---------------- | ------------- | --------------- | --------------- | --------------- | ------- |
| Dunc Gray        | Australia     |                 | DNS             |                 | 4.      |
| Bruno Pellizzari | Włochy        | 12,7            |                 |                 | brąz    |

### Pojedynek o złoty medal
| Zawodnik           | Reprezentacja | Czas (wyścig 1) | Czas (wyścig 2) | Czas (wyścig 3) | Pozycja |
| ------------------ | ------------- | --------------- | --------------- | --------------- | ------- |
| Louis Chaillot     | Francja       | 12,5            |                 |                 | srebro  |
| Jacobus van Egmond | Holandia      |                 | 12,6            | 12,6            | złoto   |